# Xyris grandis
Xyris grandis är en gräsväxtart som beskrevs av Henry Nicholas Ridley. Xyris grandis ingår i släktet Xyris och familjen Xyridaceae. Inga underarter finns listade i Catalogue of Life.